# Аманпур, Кристиан
Кристиан Аманпур (англ. Christiane Amanpour МФА: [ˌkrɪstʃiˈɑːn ˌɑːmənˈpʊər]о файле, перс. کریستین امان‌پور‎ Kristiane Amānpur; род. 12 января 1958) — британская и иранская журналистка, телевизионная ведущая. Является главным международным корреспондентом CNN и ведущей ночного интервью CNN International программы «Аманпур», ведёт также Global Affairs Anchor (ABC новости).

## Биография

### Ранние годы
Родилась в Лондоне, но была воспитана в Тегеране. Её отец — иранский мусульманин, а мать — христианка из Англии. Позже Кристиан переехала в Соединенные Штаты, чтобы изучить журналистику в университете Род-Айленда. Там она работала в отделе новостей в WBRU-FM, а также на WJAR как электронный графический дизайнер. В 1983 году окончила университет.

### Карьера
В 1983 году г. поступила на работу в Си-Эн-Эн. В 1989 году г. получила назначение в Германию, где начала вести репортажи о демократических изменениях в центральной и восточной Европе. Наибольшую известность приобрела во время войны в Персидском заливе и войны в Кувейте в 1990 году. р. Затем вела репортажи из бывшей Югославии, в частности, из Сараево. Репортажи Аманпур подвергались критике за однобокость и антисербскую направленность. Получил известность её публичный ответ:

Бывают случаи, когда нельзя оставаться нейтральным, поскольку нейтралитет становится формой соучастия. Объективность не означает, что нужно одинаково относиться ко всем сторонам конфликта, а то, что каждая из сторон должна получить возможность высказаться.
Оригинальный текст (укр.)Бувають випадки, коли ти просто не можеш залишатися нейтральним, оскільки нейтралітет в цьому випадку — форма співучасті. Об'єктивність не означає, що ти повинен відноситися однаково до всіх сторін, вона означає, що кожній стороні треба дати слово.
Несмотря на критику, в 1993 году г. была удостоена престижной журналистской награды  — «Приз Пибоди». С 1996 по 2005 год работала в Си-Би-Эс, готовя репортажи для известной телепрограммы «60-минут». За эту работы получила ещё один «Приз Пибоди» в 1998 году. 
С 2005 г. начала работать в Лондонском бюро Си-Эн-Эн и часто вела репортажи из горячих точек мира, брала интервью у многих известных личностей, таких как Ясер Арафат, Махмуд Ахмадинежад. В июне 2007 р. Королева Елизавета II наградила Аманпур званием командора Ордена Британской империи за её вклад в журналистику.
В августе 2007 г. вышла документальная трилогия Аманпур «Воины богов» о роли религии в истории.
В 2018 г. подписала обращение Американского ПЭН-центра в защиту украинского режиссёра Олега Сенцова, осужденного в России по политическим причинам.
Украина
После российского вторжения на Украину в феврале 2022 года регулярно проводит интервью с видными военными и политическими деятелями, посвященные развитию событий.

## Награды
- 1992: Livingston Award[англ.]
- 1993: Премия Джорджа Полка
- 1993: Премия Пибоди[5]
- 1994: «Woman of the Year», выбрана нью-йоркским отделением «Women in Cable»
- 1994: Награда «Courage in Journalism», Международный фонд женщин, работающих в СМИ[6]
- 1996: Премия Джорджа Полка
- 1997: степень почётного Doctor of Humane Letters[англ.], Университет Эмори
- 1998: Премия Пибоди awards[7]
- 2002: Edward R. Murrow Award (Washington State University)[англ.]
- 2002: Goldsmith Career Award, Гарвардский институт государственного управления им. Джона Ф. Кеннеди[8]
- 2005: Эмми
- 2006: Почётный житель Сараево
- 2006: Почётная степень доктора, Мичиганский университет
- 2007: Коммандор (CBE) Ордена Британской империи[9]
- 2007: «Persian Woman of the Year»
- 2008 «The Fourth Estate Award» (National Press Club (USA)[англ.])
- 2010: Почётный doctorate of humane letters degree, Северо-Западный университет
- 2010: Почётный доктор Georgia State University
- 2012: Почётный doctorate of humane letters, Амхерстский колледж
- 2012: Почётный doctorate of humane letters, Университет Южной Калифорнии
- 2022: Орден «За заслуги» II степени (Украина, 23 августа 2022 года) — за значительные личные заслуги в укреплении межгосударственного сотрудничества, поддержку государственного суверенитета и территориальной целостности Украины, весомый вклад в популяризацию Украинского государства в мире[10].
- 9 Эмми
- Sigma Delta Chi Award[англ.] (SDX) за репортаж из Гома
- Forbes назвал её одной из «ста самых влиятельных женщин в мире[англ.]»
- Золотая награда WorldFest-Houston International Film Festival[англ.]
- POP Award, от Cable Positive[англ.]
- Почетная степень в Smith College